# Wolfgang Paul
Wolfgang Paul (Zeithain, Saska, 10. kolovoza 1913. – Bonn, 7. prosinca 1993.), njemački fizičar. Studirao u Münchenu i Berlinu i doktorirao u Kielu (1940.). Radio na Sveučilištu u Göttingenu, a od 1952. bio je sveučilišni profesor u Bonnu i ravnatelj Instituta za fiziku. Od 1959. radio je u CERN-u u Ženevi, gdje je bio i ravnatelj Odjela za nuklearnu fiziku (od 1964. do 1967.). Od 1981. bio je ponovno profesor u Bonnu. Razvio je tehniku za hvatanje električki nabijenih čestica (1950.) koja se i danas koristi za istraživanje iona, razvio je leće za molekularne snopove (1965.), radio je na magnetskim prstenovima za pohranu sporih neutrona. Za konstrukciju i razvoj ionske stupice dobio je, s N. F. Ramseyem i H. G. Dehmeltom, Nobelovu nagradu za fiziku 1989.

## Ionska stupica
Ionska stupica je uređaj kojim se ioni mogu zadržati u određenom prostoru unutar elektromagnetskog polja. Vrijeme zadržavanja, prema vrsti i namjeni stupice, može varirati od nekoliko sekundi do više dana. Najvažnija je primjena kao analizatora u masenoj spektrometriji, te kod ionskih pumpi za postizanje visokog i ultravisokog vakuuma do 10–9 Pa.